# Cuộc đua kỳ thú (mùa 6)
The Amazing Race Vietnam: Cuộc đua kỳ thú 2019 gọi tắt là Cuộc đua kỳ thú 2019 là mùa thứ 6 của chương trình thực tế The Amazing Race Vietnam: Cuộc đua kỳ thú sau 3 năm tạm ngừng sản xuất. Chương trình bắt đầu phát sóng từ ngày 6 tháng 7 năm 2019 trên kênh VTV3. Khung giờ phát sóng từ 20h00 đến 21h00.

## Sản xuất
The Amazing Race Vietnam - Cuộc Đua Kỳ Thú (viết ngắn Cuộc Đua Kỳ Thú) là chương trình truyền hình thực tế do Đài Truyền hình Việt Nam sản xuất với sự tài trợ của nhãn hàng nước tăng lực Sting thuộc Công ty Suntory PepsiCo Việt Nam. Là phiên bản Việt Nam của The Amazing Race, The Amazing Race Vietnam - Cuộc Đua Kỳ Thú gồm các đội thi, mỗi đội 2 người trải qua các chặng đua trải dài khắp các danh lam thắng cảnh, địa điểm du lịch nổi tiếng trong cả nước và ở nước ngoài. Năm nay, The Amazing Race Vietnam - Cuộc Đua Kỳ Thú 2019 phiên bản Celebrities được khởi động từ tháng 6 năm 2019.

## Tranh cãi

### Phá hoại môi trường
Ở chặng 6 của Cuộc đua kỳ thú vướng tranh cãi liên quan đến thử thách lặn biển ở Phú Yên. Cụ thể, người chơi phải nhớ thứ tự tấm bê tông đặt dưới biển, sau đó xếp lại các tấm trên bờ thành đề bài để cùng giải đáp án. Tuy nhiên, chi tiết gây tranh cãi là những tấm bê tông này được đặt lên rạn san hô. Phía Cuộc đua kỳ thú giải thích thêm ý định ban đầu của họ là đặt khung sắt và bê tông lên dải đá và cát, nhưng gặp trục trặc nên phải thay đổi. Sau cùng, ê-kíp Cuộc đua kỳ thú đã gửi lời xin lỗi. Theo đó, đơn vị sản xuất thừa nhận việc xếp bê tông lên san hô là sai và xin rút kinh nghiệm.

### Tranh cãi về người chơi

#### Lương Gia Huy
Đặc biệt, ở Lựa chọn kép "Làm hay Ăn?", Á hậu Hoàng Hạnh do có kinh nghiệm làm bánh phở và theo cô là vô cùng khó nuốt nên đã thuyết phục đồng đội chuyển sang ăn 3 tô phở mỗi người. Cho rằng Hoàng Hạnh đã lựa chọn sai lầm nên Lương Gia Huy liên tục trừng mắt trong quá trình ăn. Ánh mắt sắc như dao cạo của chàng người mẫu khiến khán giả theo dõi không khỏi rùng mình. Nhiều người cho rằng Lương Gia Huy là một phiên bản khác của Long Điền năm 2014 - một người cũng vô cùng nóng tính. Nhưng sau đó, Lương Gia Huy đã đăng một dòng trạng thái lên Facebook rằng do chương trình không có nhiều thời lượng vì vậy gây ra sự thiếu khách quan cho người xem về vụ việc.

#### Đỗ Mỹ Linh
Theo đó, trong thử thách vẽ lên lợn nhưng không được dùng tay chạm vào lợn, nếu các đội chơi khác khá dễ dàng khi "thuần hoá" chú lợn của mình thì đội Hoa hậu Việt Nam 2016 Đỗ Mỹ Linh - Xuân Tiền lại khó khăn hơn. Chú lợn của đội Đỗ Mỹ Linh khá khó điều khiển và liên tục kêu lớn, chạy quanh, thậm chí là cắn cả Xuân Tiền. Bởi vậy, trong lúc vật lộn với chú lợn, hoa hậu Mỹ Linh đã thốt lên: "Con này hư quá vậy? Sao mấy con kia nó nằm im mà con này cứ như con điên vậy?". Ngoài ra, khi trả lời phỏng vấn từ chương trình, Mỹ Linh cũng dùng nhiều từ ngữ rất thoải mái để nói về thử thách này. "Tôi nhìn sang những con lợn của đội bạn thì thấy tất cả chúng đều rất ngoan, như nằm ngủ ở đấy luôn cho mọi người vẽ. Còn con lợn đội tôi cứ gào thét lên như kiểu có ai cắt tiết nó vậy. Nó cứ chạy vòng vòng và không chịu đứng im", "Lần đầu tiên tôi thấy một con lợn rồ dại lên như vậy. Nó phá làm cả ba con lợn đều rồ lên, rất rối".
Sang đến tập 2, trong quá trình mệt mỏi vì phải đi bộ một quãng đường dài mà không ai cho đi nhờ xe, Đỗ Mỹ Linh có thốt lên một câu nói: "Mai em sẽ đeo một cái bảng là Hoa hậu Đỗ Mỹ Linh ở trước ngực để khi mà em nhờ thì mọi người sẽ giúp đỡ em nhiệt tình". Vẫn biết đây là câu nói đùa chỉ để giảm bớt căng thẳng nhưng Đỗ Mỹ Linh chắc cũng không ngờ mình lại tiếp tục bị cư dân mạng ném đá.
Xuất phát ở vị trí thứ 5 trong tập 6 "Cuộc đua kỳ thú 2019", đội Xanh dương của người mẫu Lê Xuân Tiền và Hoa hậu Đỗ Mỹ Linh đã có một lựa chọn mạo hiểm khi quyết định thực hiện Nhảy cóc. Nhưng, toàn bộ phần thử thách Nhảy cóc hầu như đều do Lê Xuân Tiền thực hiện.
Đến tập 7, khi thực hiện thử thách Vượt rào, Đỗ Mỹ Linh đã kéo đội xuống vị trí cuối cùng, trong khi thực hiện thử thách, Đỗ Mỹ Linh đã bật khóc trong khi những thành viên nữ khác phải thực hiện thử thách không hề khóc và họ còn rất cố gắng vượt qua.
Nhưng trong các chặng cuối, Đỗ Mỹ Linh đã dần chiếm lại tình cảm của khán giả khi xuất sắc thực hiện thử thách Vượt rào ở chặng 8, ở chặng 9 Mỹ Linh đã thực hiện điệu múa Tondollari chỉ trong duy nhất một lần. Ở chặng 10 tuy còn một số ý kiến trái chiều nhưng không thể phủ nhận Đỗ Mỹ Linh đã rất cố gắng.
Một số ý kiến cũng cho rằng do đỗ Mỹ Linh có thể lực yếu nên về các thử thách thể lực cô chỉ có thể làm một phần nhỏ còn các thử thách về thông minh, cô luôn hoàn thành thử thách một cách dễ dàng.

### Tranh cãi về sản xuất
Có rất nhiều ý kiến cho rằng mùa năm nay không bằng các mùa khác do edit thiếu chuyên nghiệp. Ở một số tập phát sóng có những đội được xuất hiện rất ít. Tập 1, 9 được cho là quá nhạt do không hề có lựa chọn kép hay vượt rào. Một số chặng thử thách không có tính bứt phá gây sự nhàm chán cho người xem. 

## Phần thưởng
Đội về đích đầu tiên ở chặng 10 sẽ trở thành đội quán quân và nhận được 300.000.000 VNĐ, H'Hen Niê & Lệ Hằng đã sử dụng số tiền đó vào việc từ thiện.

## Kết quả

### Kết quả chung cuộc
| Đội chơi              | Nghề nghiệp & Màu đội đua | Thứ hạng từng chặng | Thứ hạng từng chặng | Thứ hạng từng chặng | Thứ hạng từng chặng | Thứ hạng từng chặng | Thứ hạng từng chặng | Thứ hạng từng chặng | Thứ hạng từng chặng | Thứ hạng từng chặng | Thứ hạng từng chặng | Số lần vượt rào | Vượt rào                 |
| Đội chơi              | Nghề nghiệp & Màu đội đua | 1                   | 2                   | 3                   | 4                   | 5                   | 6                   | 7                   | 8                   | 9                   | 10                  | Số lần vượt rào | Vượt rào                 |
| --------------------- | ------------------------- | ------------------- | ------------------- | ------------------- | ------------------- | ------------------- | ------------------- | ------------------- | ------------------- | ------------------- | ------------------- | --------------- | ------------------------ |
| Lệ Hằng & H'Hen Niê   | Á hậu & Hoa hậu           | 4                   | 5                   | 7                   | 5                   | 2                   | 25                  | 3                   | 1                   | 2                   | 1                   | 8               | Lệ Hằng 3, H'Hen Niê 5   |
| S.T & Bình An         | Ca sĩ - Diễn viên         | 1                   | 1                   | 1                   | 1                   | 3                   | 25                  | 2                   | 3                   | 1                   | 2                   | 8               | Sơn Thạch 4, Bình An 4   |
| Xuân Tiền & Mỹ Linh   | Diễn viên & Hoa hậu       | 6                   | 3                   | 3                   | 4                   | 4                   | 1ƒ                  | 1                   | 2                   | 3                   | 3                   | 7               | Xuân Tiền 4, Mỹ Linh 3   |
| Minh Triệu & Kỳ Duyên | Siêu mẫu & Hoa hậu        | 8                   | 8                   | 4                   | 3                   | 74ε                 | 5                   | 4                   | 4                   | 4                   | 4                   | 8               | Minh Triệu 4, Kỳ Duyên 4 |
| MLee & Quốc Anh       | Ca sĩ & Diễn viên         | 2                   | 2                   | 2                   | 2                   | 1                   | 4                   | 5⊃                  | 5                   |                     |                     | 7               | MLee 4, Quốc Anh 3       |
| Johnny & Huy Trần     | Người mẫu                 | 3                   | 7                   | 5                   | 7                   | 6                   | 6                   | 6⊂                  |                     |                     |                     | 6               | Johnny 3, Huy Trần 3     |
| Gia Huy & Hoàng Hạnh  | Người mẫu & Á hậu         | 92                  | 9                   | 6                   | 6                   | 5                   | 7                   |                     |                     |                     |                     | 5               | Gia Huy 4, Hoàng Hạnh 1  |
| Quốc Thiên & Anh Quân | Ca sỹ & Người mẫu         | 5                   | 4                   | 8                   | 7                   | 8                   |                     |                     |                     |                     |                     | 4               | Quốc Thiên 2, Anh Quân 2 |
| Emma & Kinh Lâm       | Diễn viên                 | 7                   | 6                   | 9                   |                     |                     |                     |                     |                     |                     |                     | 2               | Emma 1, Kinh Lâm 1       |
| Xuân Tiến & Minh Vũ   | Diễn viên                 | 92                  | 10                  |                     |                     |                     |                     |                     |                     |                     |                     | 1               | Xuân Tiến 0, Minh Vũ 1   |

#### Chú giải
Chú giải 1:  S.T từng tham gia và là đội đầu tiên bị loại của mùa 2
Chú giải 2:  Hai đội Lương Gia Huy - Hoàng Hạnh và Chu Minh Vũ - Vũ Xuân Tiến bỏ Lộ trình đầu tiên (tìm mật thư trên đồi), chịu phạt 20 phút, sau đó cùng về cuối cùng ở chặng 1 và sẽ không được cung cấp tiền hay phương tiện di chuyển trong chặng kế tiếp.
Chú giải 3:  Đội Xám ban đầu về thứ 7 nhưng do vi phạm luật (sử dung các dụng cụ chương trình không cung cấp) trong lúc vận chuyển thùng nước tăng lực Sting ra khỏi hang động nên bị phạt 15 phút. Khi hết thời gian phạt, cùng lúc đó, đội Đen đến thảm về đích nên cả hai đội cùng về cuối. Tuy nhiên, do đây là chặng không loại nên cả hai đội bị phạt xuất phát chậm 90 phút ở chặng sau.
Chú giải 4:  Do ở chặng 4, hai đội Đen và đội Xám về đích cùng một lúc, vì vậy ở chặng 5 sẽ có hai đội bị loại là đội Đen và đội Cam, tuy nhiên đội Nâu do về đích đầu tiên ở chặng 1 nên đã được thẻ ưu tiên và họ đã cứu đội Cam.
Chú giải 5:  Đội Nâu và Đội Vàng về đích cùng lúc nên đồng hạng 2.
Chú giải 6:  Đội Trắng về đích thứ 6 nhưng do cả 2 đội Vàng và đội Nâu về đích cùng nhau nên đội Trắng về cuối cùng và bị loại ở vị trí thứ 7.

## Các chặng đua

Bản đồ quá trình các chặng đua trong mùa thứ 6 của chương trình The Amazing Race Vietnam: Cuộc đua kỳ thú.

### Chặng 1 (Hà Giang)

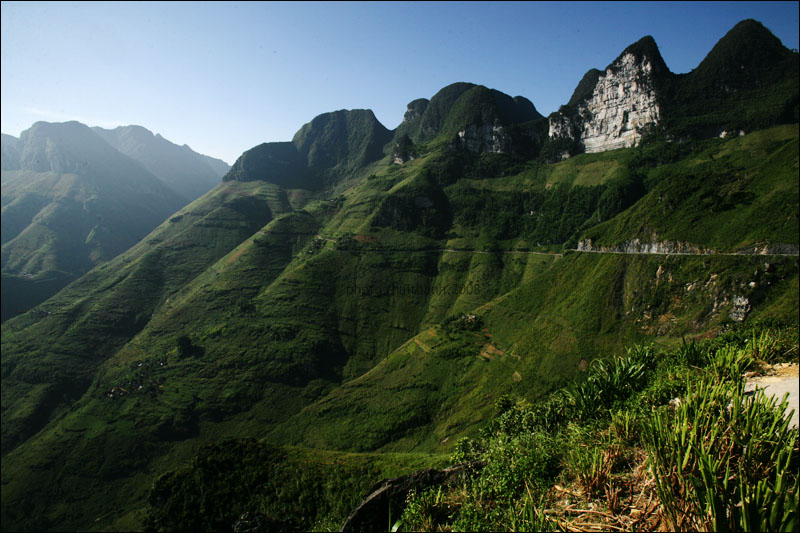
Đèo Mã Pí Lèng

#### Địa điểm

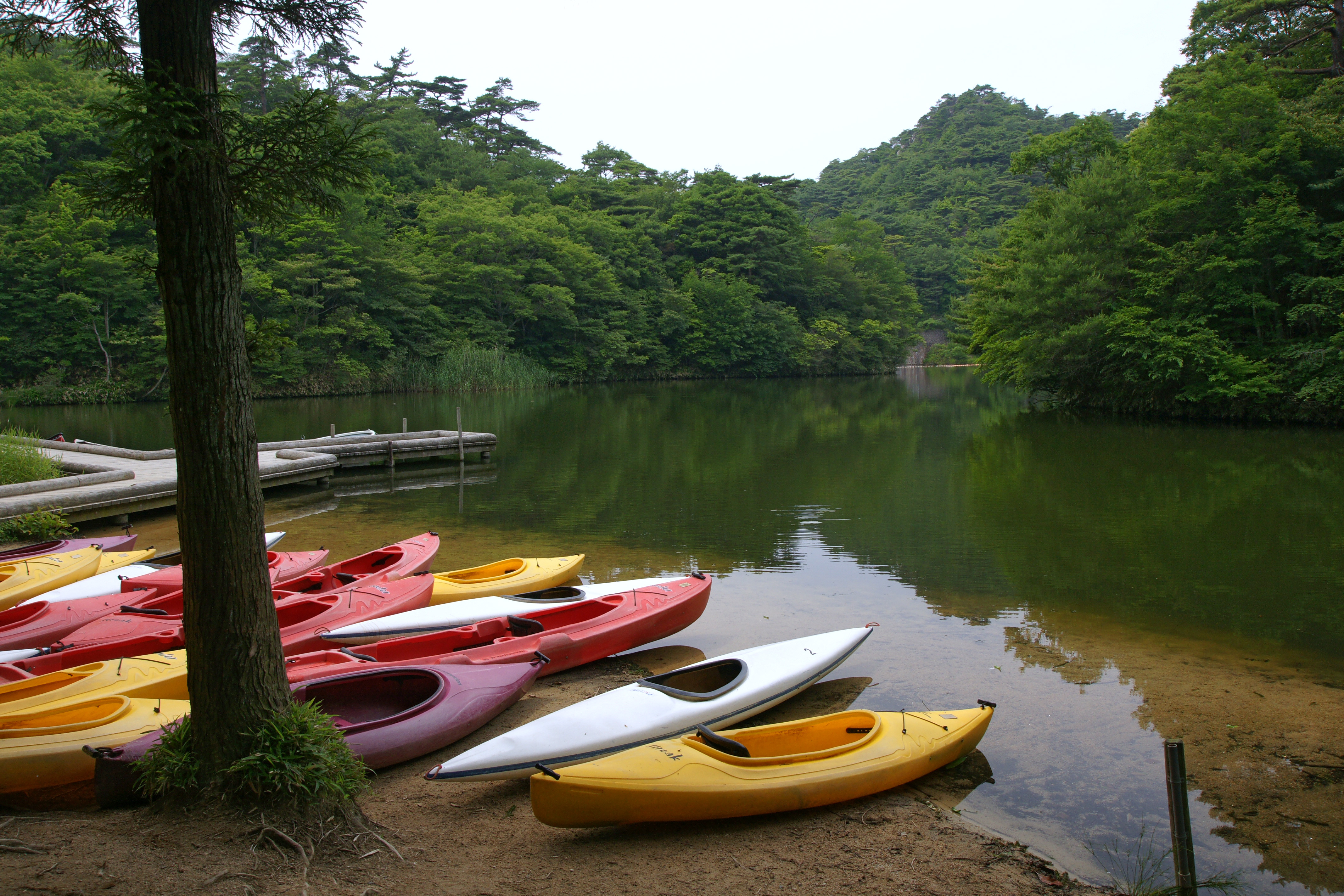
Thuyền kayak

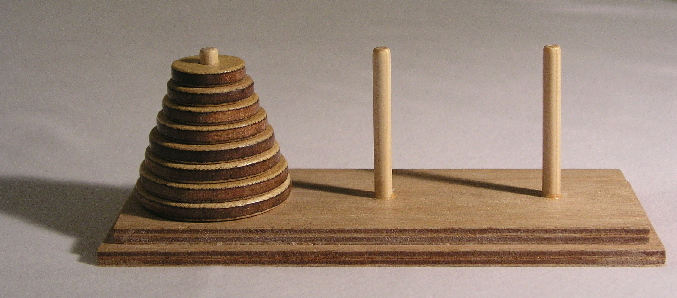
Tháp Hà Nội

- Hà Giang (Sông Nho Quế) (Xuất phát)
- Hà Giang (Làng văn hoá, Pả Vi)
- Hà Giang (Làng Mã Pì Lèng B, Pải Lủng)

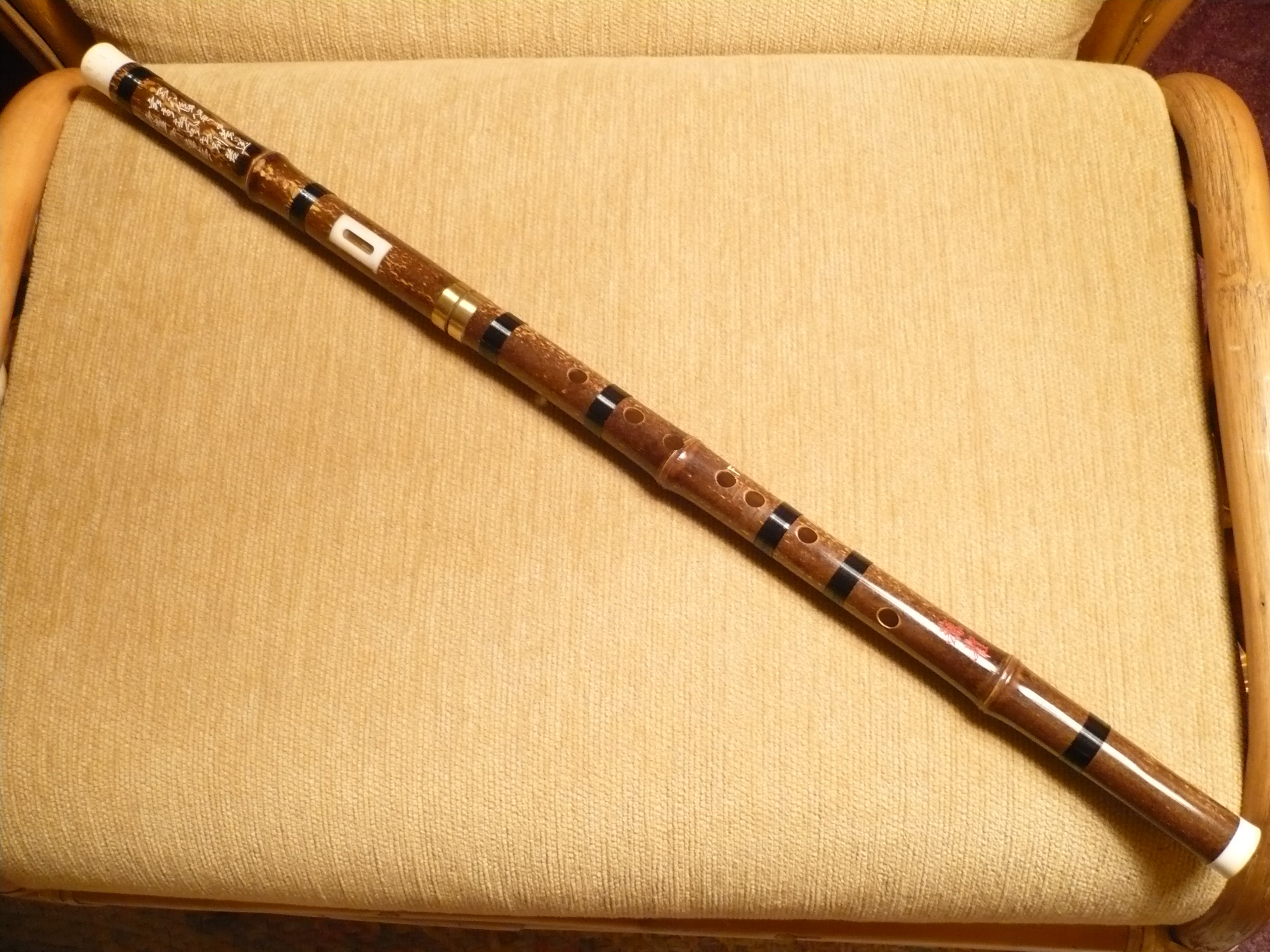
Sáo H'Mông

- Hà Giang (Đèo Mã Pì Lèng)
- Hà Giang (Dinh thự họ Vương)

#### Lộ trình

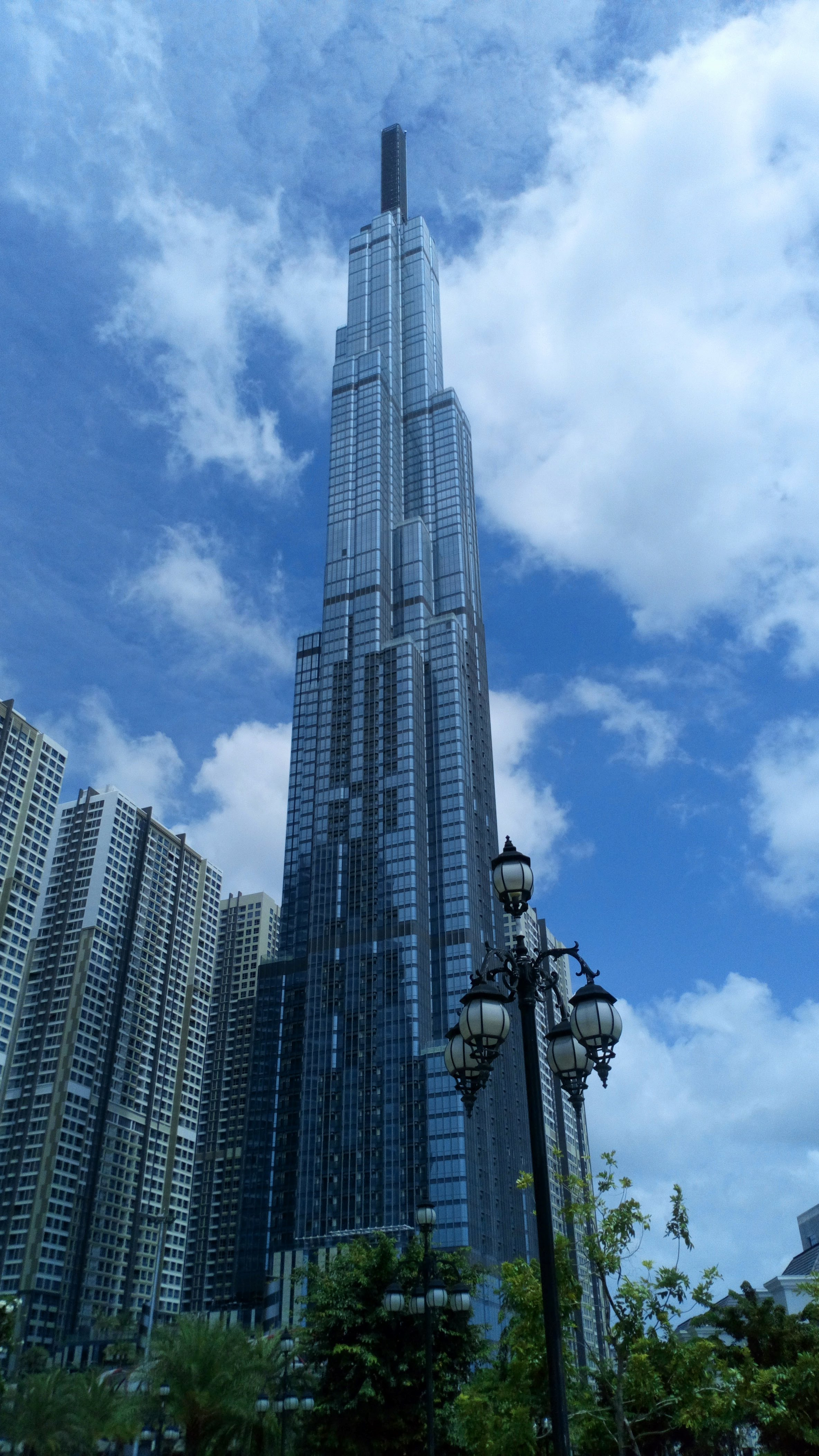
Landmark 81

- Từ vạch xuất phát, đội chơi phải leo lên đồi có dấu hiệu của chương trình để tìm mật thư tiếp theo.
- Tại làng văn hoá, xã Pả Vi, đội chơi bốc thăm số từ 1 đến 10 để chọn con lợn để vẽ, sau đó phải trang trí con lợn bằng màu vẽ sao cho giống với hình mẫu. Màu sắc của con lợn có thể khác với hình mẫu, nhưng đội không được chạm tay vào lợn trong lúc vẽ.
- Đội chơi di chuyển bằng xe máy được cung cấp đến làng Mã Pì Lèng B, xã Pải Lủng. Đội chơi phải tuân thủ luật giao thông đường bộ, chạy đúng tốc độ quy định (40 km/h). Tại đây, đội chơi phải bốc thăm số từ 1 đến 4, sau đó tìm ngôi nhà có số tương ứng để thực hiện 1 trong 4 nhiệm vụ sau:
  - Nhiệm vụ 1: Đội chơi xếp tường đá với chiều dài tối thiểu 2m, chiều cao tối thiểu 1.2m.
  - Nhiệm vụ 2: Đội chơi cắt cỏ trong khu vực quy định, sau đó mang về chuồng bò, cắt nhỏ cỏ rồi cho bò ăn.
  - Nhiệm vụ 3: Tại chuồng bò, đội chơi phải lấy đủ số lượng phân bò rổi bón vào ruộng ngô trong khu vực quy định.
  - Nhiệm vụ 4: Đội chơi xay hết số ngô bằng cối xay ngô được cung cấp.
- Sau khi hoàn thành 1 trong 4 nhiệm vụ trên, đội chơi tìm đường đến đèo Mã Pì Lèng. Hai người trong đội phải thực hiện 2 nhiệm vụ riêng biệt: Một người phải đu dây xuống vách núi để lấy nửa mật thư, một người học thổi sáo để lấy nửa mật thư còn lại. Ghép hai nửa mật thư được một mật thư hoàn chỉnh.
- Về đích: Đội chơi tìm đường đến Dinh thự họ Vương. Đội về đích đầu tiên sẽ nhận được Thẻ ưu tiên. Chặng đầu tiên này không có lựa chọn kép và vượt rào.

### Chặng 2 (Hà Giang)

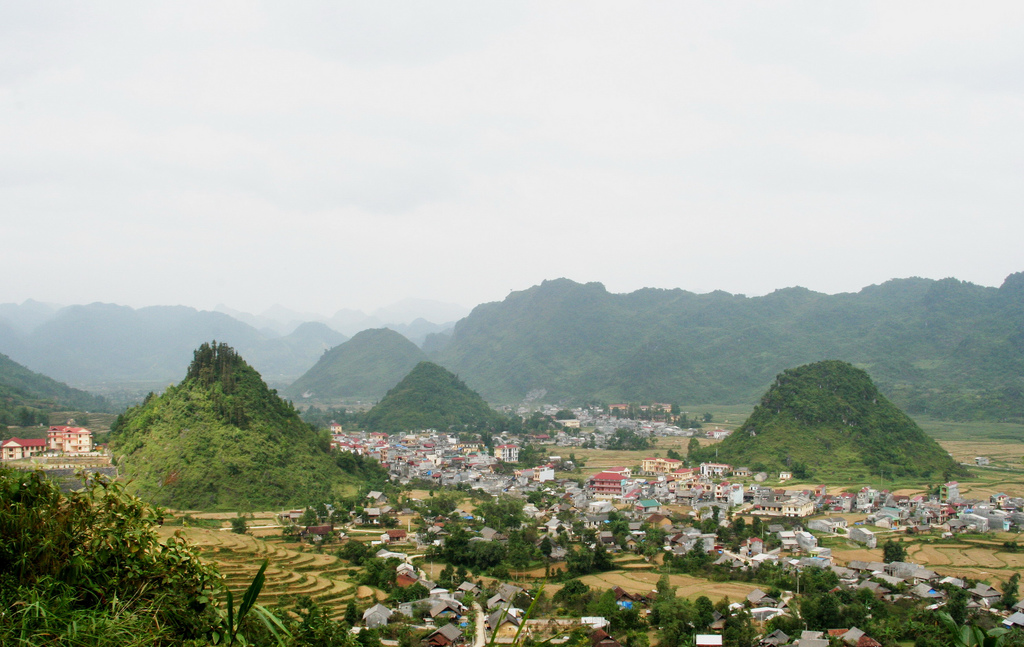
Thị trấn Tam Sơn

#### Địa điểm
- Hà Giang (Dốc Thẩm Mã)
- Hà Giang (Đường đua xe địa hình Yên Minh)
- Hà Giang (Trạm dừng chân huyền Yên Minh)
- Hà Giang (Cao nguyên đá Hà Giang)
- Hà Giang (Thôn Nặm Đăm, Thị trấn Tam Sơn, Huyện Quản Bạ)
- Hà Giang (Sân vận động Quản Bạ)

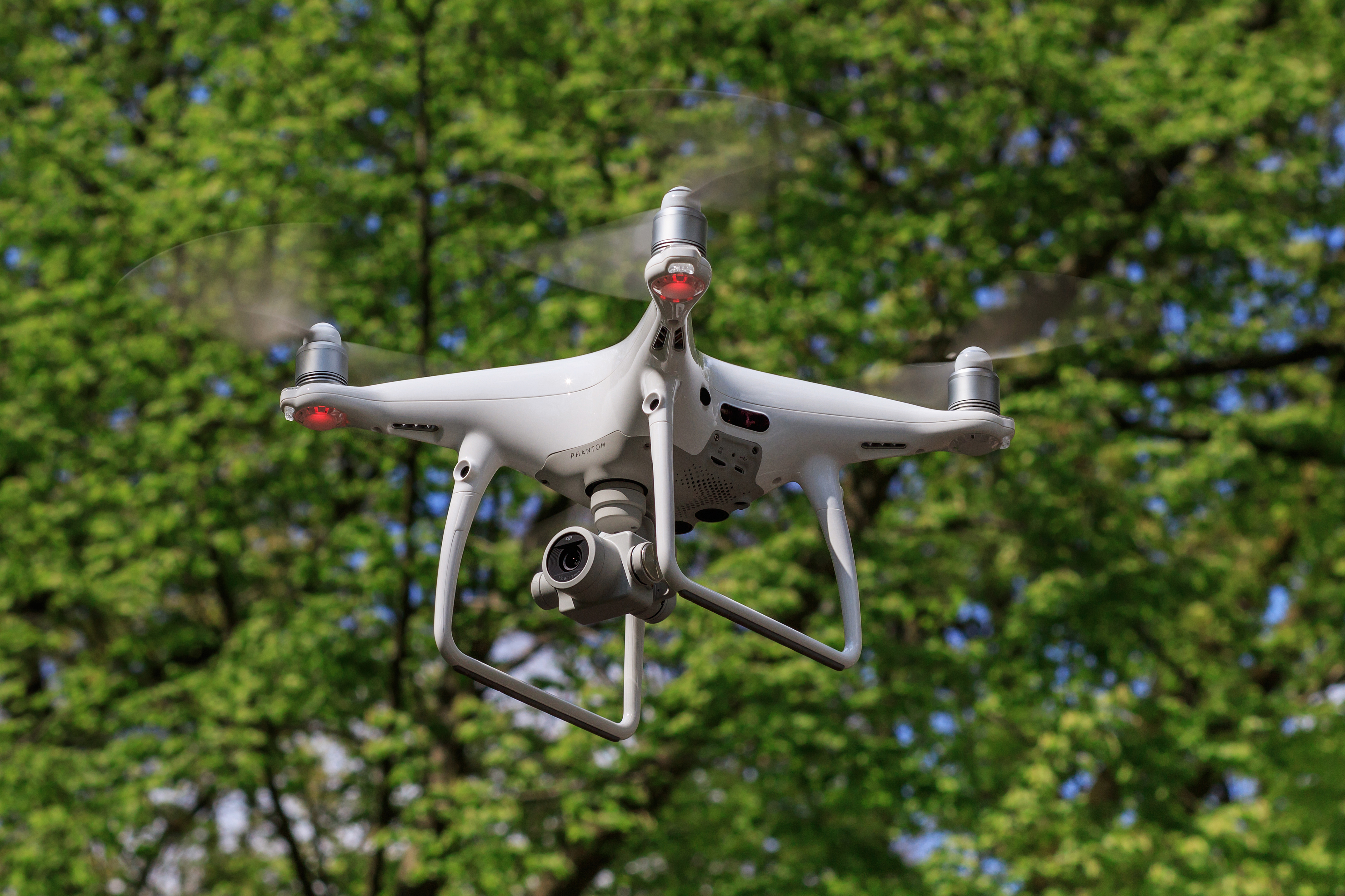
Phương tiện bay không người lái

#### Lộ trình
- Từ chặng này trở đi sẽ có luật xuất phát cách nhau 5 phút, dựa vào kết quả về đích của các đội ở chặng trước, theo luật tương tự như Cuộc đua kỳ thú 2016. Tại nơi xuất phát, đội chơi tìm đường đến Dốc Thẩm Mã để được cung cấp xe máy (trừ hai đội về cuối ở chặng 1) và nhận mật thư đi tiếp.
- Tại Đường đua xe địa hình Yên Minh, đội chơi dùng xe máy của chương trình để đuổi theo drone để tìm chai nước tăng lực Sting có giấu mật thư.
- Trong nhiệm vụ Vượt rào: Ai là người thông minh?, một thành viên của đội phải giải bài toán sau: Một ông bố có 6 người con và một mảnh đất hình vuông 5x5, người chơi phải tìm cách chia mảnh đất cho 6 người con sao cho mỗi người con có phần đất có diện tích bằng nhau và bố có một phần đất ở trung tâm, sử dụng phần tre đặt sẵn trên mặt đất để giải bài toán. Người chơi có 5 phút để giải bài toán, nếu không giải được sẽ bị phạt 15 phút rồi thực hiện lại. Riêng với nhiệm vụ này, đội chơi được quyền đổi người thực hiện vượt rào một lần.
- Lựa chọn kép của chặng này là lựa chọn giữaLàm và Ăn. Nếu chọn Làm, đội chơi phải tráng 5 kg bột bánh phở theo quy định của chương trình, còn nếu chọn Ăn mỗi thành viên của đội phải ăn hết ba bát phở Tráng Kìm.
- Sau khi hoàn thành Vượt rào và Lựa chọn kép, các đội nghỉ đêm và thực hiện nhiệm vụ kế tiếp vào sáng hôm sau. Tại thôn Nặm Đăm, huyện Quản Bạ, đội chơi phải vượt chướng ngại vật, gồm 2 phần: đầu tiên phải vượt qua vũng bùn có một người đàn ông cản đường, sau đó phải ném bóng rổ qua vòng 3 lần để hoàn thành thử thách. Mỗi lượt chơi có tối đa 10 lần ném bóng, nếu chưa hoàn thành thì kết quả sẽ được cộng dồn vào lượt sau.
- Về đích: Đội chơi tìm đường đến Sân vận động Quản Bạ. Đội về đích cuối cùng sẽ bị loại khỏi cuộc đua.

### Chặng 3 (Hà Giang→Quảng Ninh)

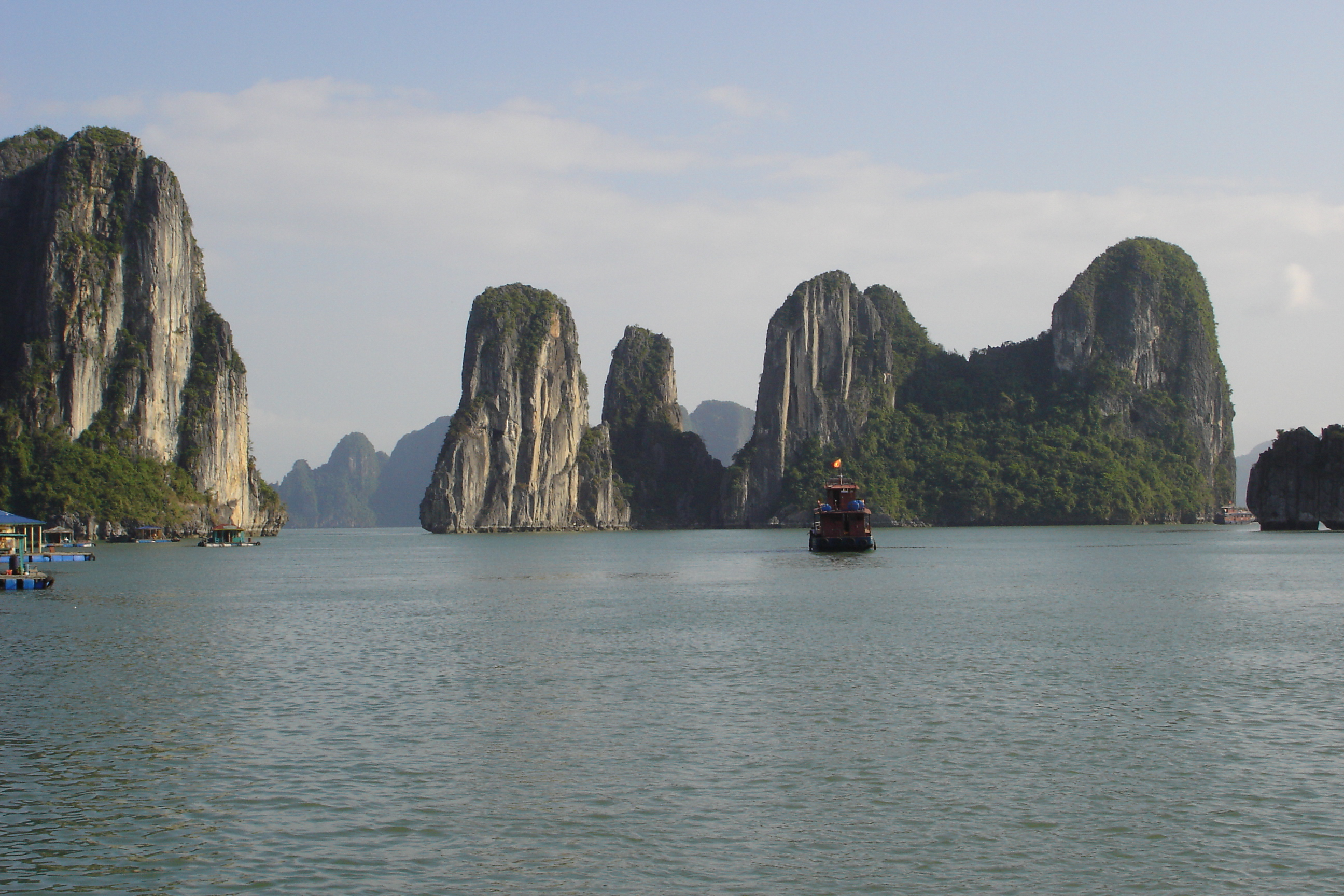
Vịnh Hạ Long

#### Địa điểm
- Quảng Ninh (Chùa Lôi Âm)
- Quảng Ninh (Bến tàu cảng Bến Đoan)
- Quảng Ninh (Hòn Vụng Hà, Vịnh Hạ Long)
- Quảng Ninh (Công viên Hoa Hạ Long)
- Quảng Ninh (Quảng trường Dragon Bay)

Cờ semaphore

#### Lộ trình
- Mỗi đội xuất phát cách nhau 5 phút. Lựa chọn kép của chặng này là lựa chọn giữa Mềm và Cứng. Nếu chọn Mềm, đội chơi phải mang đậu phụ lên chùa Lôi Âm. Còn chọn Cứng, đội chơi phải mang gạch lên chùa Lôi Âm.
- Các đội phải di chuyển bằng thuyền đến Hòn Vụng Hà để thực hiện Vượt rào. Ở đó, một thành viên trong đội phải leo lên một sợi dây dài 40 mét (130 ft) lên một trong những hòn đảo, kéo mình qua một đường dây kéo dài 120 mét (390 ft) đến một hòn đảo khác và trèo xuống một con đường dài 40 mét (130 ft) bằng thang dây để nhận được mật thư tiếp theo.
- Tại đảo Vụng Hà, một thành viên trong đội phải đứng trên bục nổi và cầm một cái giỏ nối với ròng rọc, nếu là nam phải giữ bốn túi trong 5 giây, còn nếu là nữ phải giữ ba túi trong 5 giây. Thành viên còn lại phải lấp đầy túi bằng cát và ném chúng vào giỏ. Hoàn thành thử thách, các đội sẽ nhận mật thư tiếp theo.
- Ngày hôm sau, tại Công viên Hoa Hạ Long, một thành viên trong đội sẽ diễn tả một cụm từ với cờ semaphore cho thành viên còn lại, nếu giải mã chính xác cụm từ, họ sẽ nhận được mật thư tiếp theo.
- Về đích: Đội chơi tìm đường đến Quảng trường Dragon Bay. Đội về đích cuối cùng sẽ bị loại khỏi cuộc đua.

### Chặng 4 (Quảng Ninh→Quảng Bình)

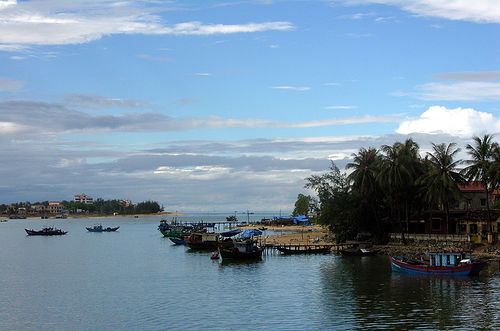
Sông Nhật Lệ

#### Địa điểm
- Quảng Bình (Thành Đồng Hới) (Xuất phát)
- Quảng Bình (Sông Nhật Lệ)
- Quảng Bình (Homestay Hồ Khánh)
- Quảng Bình (Sông Son)
- Quảng Bình (Sông Trạ Ang)
- Quảng Bình (Hang Tám Cô)

#### Lộ trình
- Tại bến sông Nhật Lệ, các đội phải giúp chuẩn bị nước mắm địa phương. Họ phải chuyển 20 con cá lớn và 15 kg (33 lb) cá nhỏ ra khỏi một chiếc thuyền đánh cá, cắt đầu và đuôi cá, sau đó gói cá vào thùng và lọ lớn với muối để nhận tiếp đầu mối.
- Vượt rào của chặng này, một thành viên trong đội phải dẫn hoặc cưỡi trâu nước qua sông Son để nhận mật thư tiếp theo.
- Tại Homestay Hồ Khánh, các đội phải lên thuyền kayak và chèo dọc theo sông Son đến một hòn đảo để nhận mật thư tiếp theo.
- Tại sông Trạ Ang, một thành viên trong đội bị bịt mắt và phải bước qua một loạt các thử thách, đập 2 niêu bằng gậy, chuyền cây gậy qua lốp xe và đánh vào cái niêu thứ ba để nhận được manh mối tiếp theo. Thành viên còn lại phải sử dụng trống và còi để hướng dẫn. Nếu thành viên bị bịt mắt chạm vào dây hoặc lốp xe, họ sẽ phải làm lại.
- Tại hang Trạ Ang, các đội phải bơi qua hang để lấy các thùng nước tăng lực Sting và sau đó mang chúng ra khỏi hang bằng một chiếc bè mà không bị ướt để nhận được mật thư tiếp theo.
- Về đích: Đội chơi tìm đường đến Hang Tám Cô. Đây là chặng đua kép nên không đội nào bị loại.

### Chặng 5 (Quảng Bình→Kon Tum)

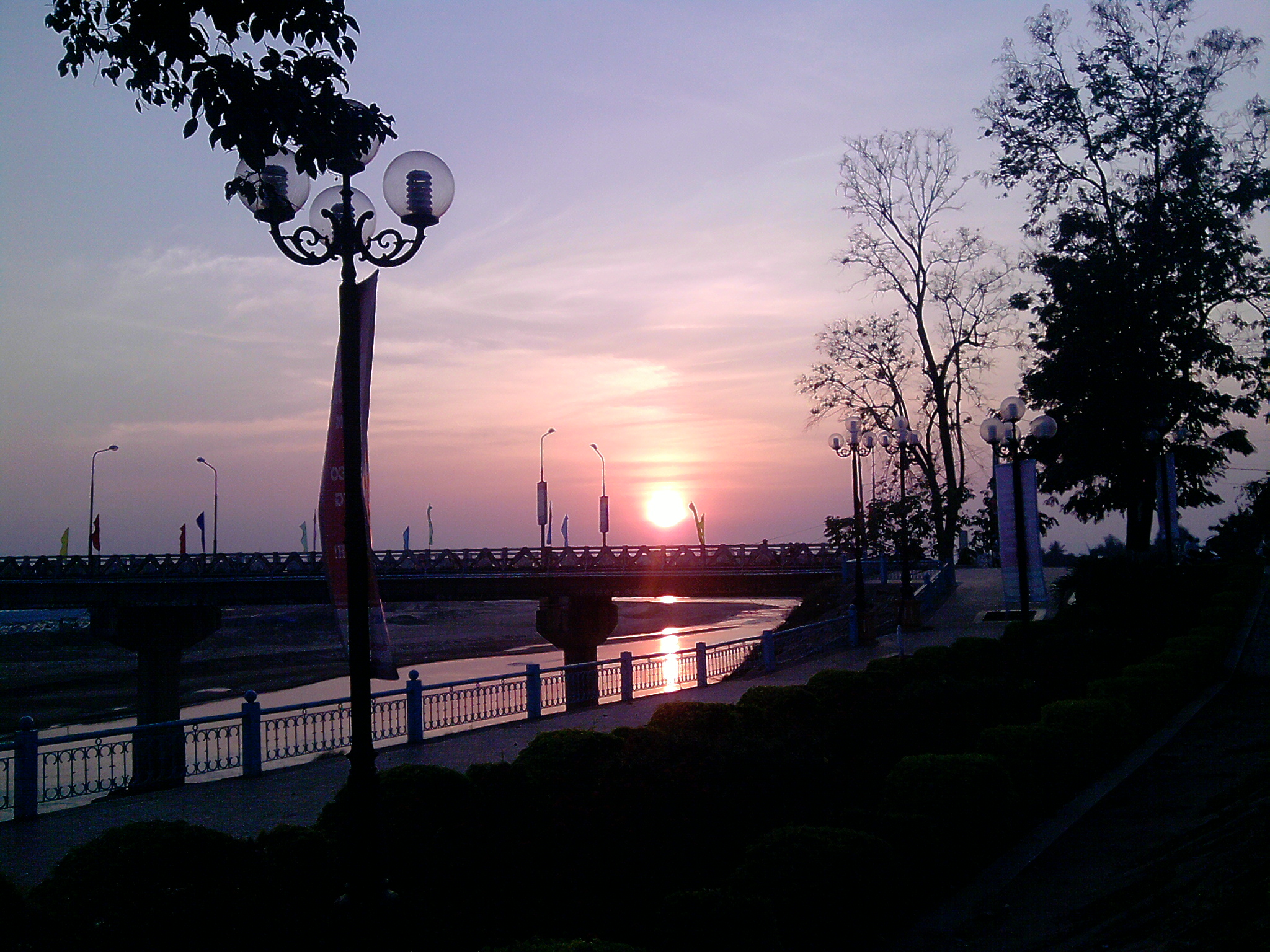
Sông Đăk Bla

#### Địa điểm
- Kon Tum (Chùa Bác Ái)
- Kon Tum (Sông Đăk Bla)
- Kon Tum (Làng Kon K'tu)
- Kon Tum (Nhà rông Kon Klor)
- Kon Tum (Ngô Mây, Thành phố Kon Tum)
- Kon Tum (Nhà thờ chính tòa Kon Tum)

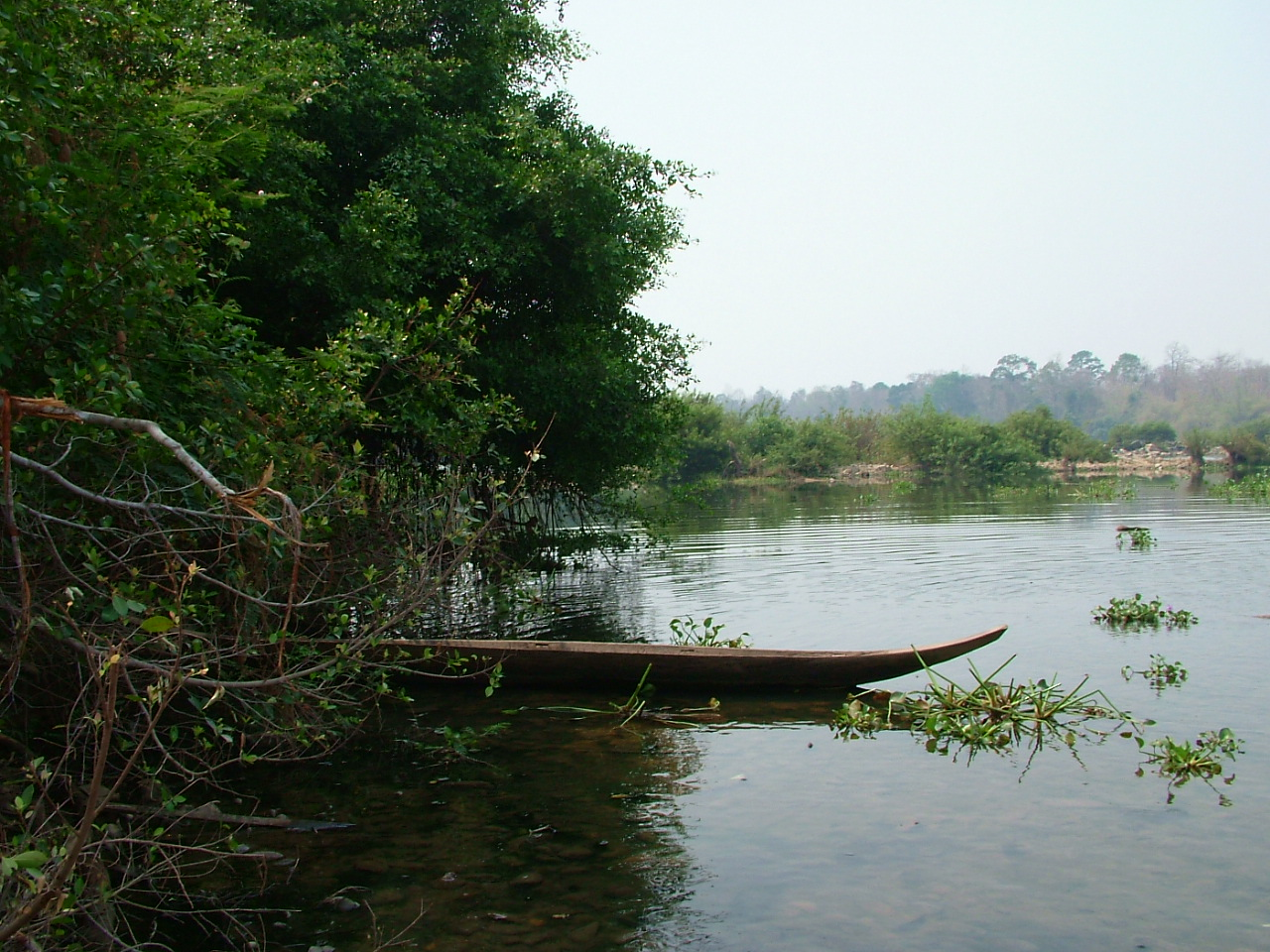
Thuyền độc mộc

#### Lộ trình
- Ở Kon K'tu, các đội phải lên một chiếc thuyền độc mộc và chèo ngược dòng sông Đăk Bla để lấy những bụi chuối mà họ phải mang về làng và có tổng trọng lượng tối thiểu 35 kg (77 lb) để nhận được manh mối tiếp theo của họ. Nếu một đội mang ít hơn trọng lượng yêu cầu, họ phải chấp hành hình phạt mười phút cho mỗi kg trước khi nhận được mật thư tiếp theo.
- Lựa chọn kép là lựa chọn giữa Nhạcvà Dệt. Với Nhạc, các đội phải học và đọc chính xác một bài hát truyền thống của Người Ba Na để nhận được mật thư tiếp theo. Còn với Dệt, các đội phải dệt một phần vải trên khung dệt để nhận được mật thư tiếp theo.
- Tại Nhà Rông Kon Klor, các đội phải chọn một bức tượng mộ bằng gỗ Gia-rai và khắc một bản sao vào một miếng gỗ để nhận được mật thư tiếp theo.
- Vượt rào của chặng này, một thành viên trong nhóm phải lái máy kéo qua một trang trại để đến được quả bóng mà họ phải ném vào lỗ được chỉ định để nhận được mật thư tiếp theo.
- Về đích: Đội chơi tìm đường đến Nhà thờ chính tòa Kon Tum. Đội về đích cuối cùng sẽ bị loại khỏi cuộc đua.

### Chặng 6 (Kon Tum→Phú Yên)

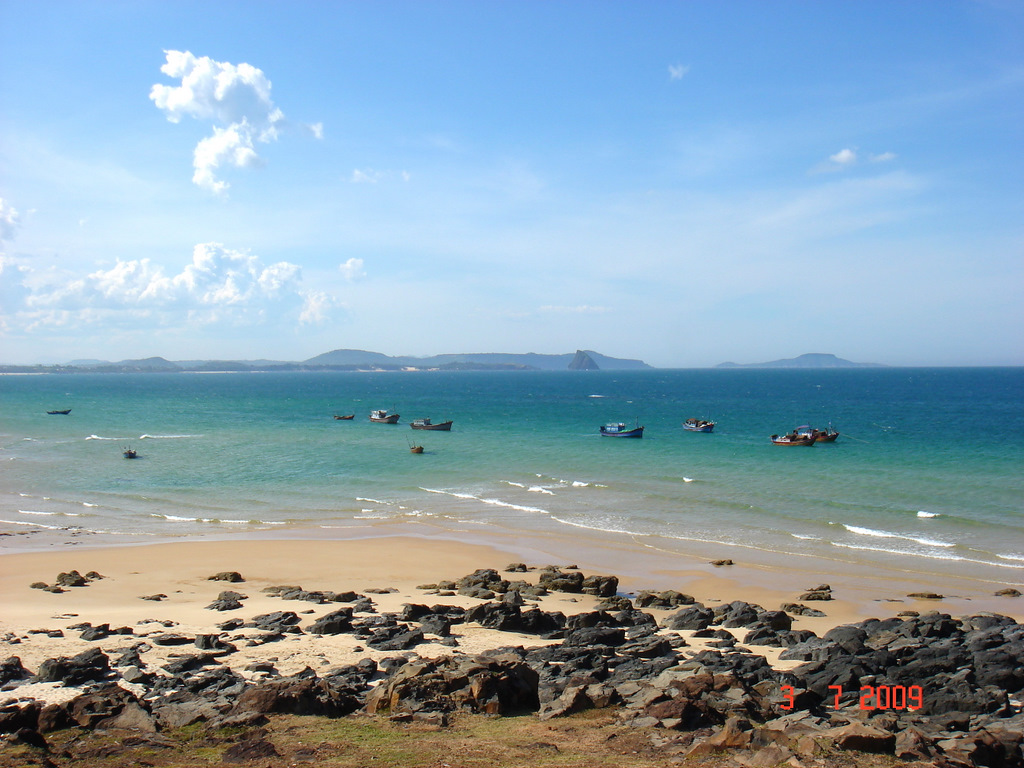
Bãi biển Xép

#### Địa điểm
- Phú Yên (Bãi biển Xép)
- Phú Yên (Thác Vực Hòm)
- Phú Yên (Thác Vực Song)
- Phú Yên (Gành Đá Đĩa)
- Phú Yên (Khu Giếng cổ Tuy An)
- Phú Yên (Quảng trường 1/4)

#### Lộ trình
- Khi bắt đầu chặng đua, đội chơi phải đi bộ dọc theo những tảng đá của Bãi biển Xép để nhận được mật thư tiếp theo, sau đó, họ sẽ tiếp tục đi bộ để làm thử thách Vượt rào.
- Vượt rào của chặng này, một thành viên trong đội sẽ để những chiếc phao được xung quanh người (5 cái cho nam và 4 cái cho nữ) và phải đi bộ đến một lá cờ được đặt ở đầu kia của bãi biển. Sau đó, họ phải lật lốp cho đến khi trở về điểm xuất phát để nhận được mật thư tiếp theo.
- Nhảy cóc duy nhất của Cuộc đua, các đội phải di chuyển 40 km (25 dặm) đến Thác Vực Hòm. Ở đó, họ phải tìm kiếm mật thư dưới thác nước, trong mật thư có một chiếc chìa khóa sẽ mở khóa một hộp chứa điện thoại thông minh, cung cấp cho các đội chơi một bản đồ để đi bộ đến thác Thác Vực Song. Ở đó, các đội phải tìm một chiếc hộp dưới con thác, bên trong là hộp đó chứa mật thư tiếp theo.
- Lựa chọn kép của chặng này là lựa chọn giữa Chìm và Nổi. Các đội phải di chuyển đến Bãi biển Gành Đá Đĩa. Với Chìm, các đổi phải lặn biển và tìm kiếm một câu đố của Tháp Hà Nội, các đội sẽ chỉ có 5 phút mỗi lần lặn để tìm và ghi nhớ câu đố, sau khi lên bờ, các đội phải làm lại câu đố và giải nó sao cho tất cả các đĩa nằm trên một cột để nhận được mật thư tiếp theo. Còn với Nổi, một trong hai thành viên phải lướt sóng bằng ván trượt thành công trong 10 giây để nhận được mật thư tiếp theo.
- Các đội phải di chuyển đến khu Giếng cổ tại Tuy An, một thành viên trong đội bịt mắt sẽ cầm điện thoại thông minh. Điện thoại này sẽ cung cấp nguồn cấp dữ liệu video cho thành viên còn lại không bịt mắt để có thể hướng dẫn thành viên đó đến giếng. Khi đến được Giếng cổ, thành viên bị bịt mắt phải sử dụng một cái xô bị rò rỉ để lấy nước từ giếng và đưa nước trở lại vị trí ban đầu để nhận được mật thư tiếp theo.
- Về đích: Đội chơi tìm đường đến Quảng trường 1/4. Đội về đích cuối cùng sẽ bị loại khỏi cuộc đua.

### Chặng 7 (Phú Yên→Lâm Đồng)

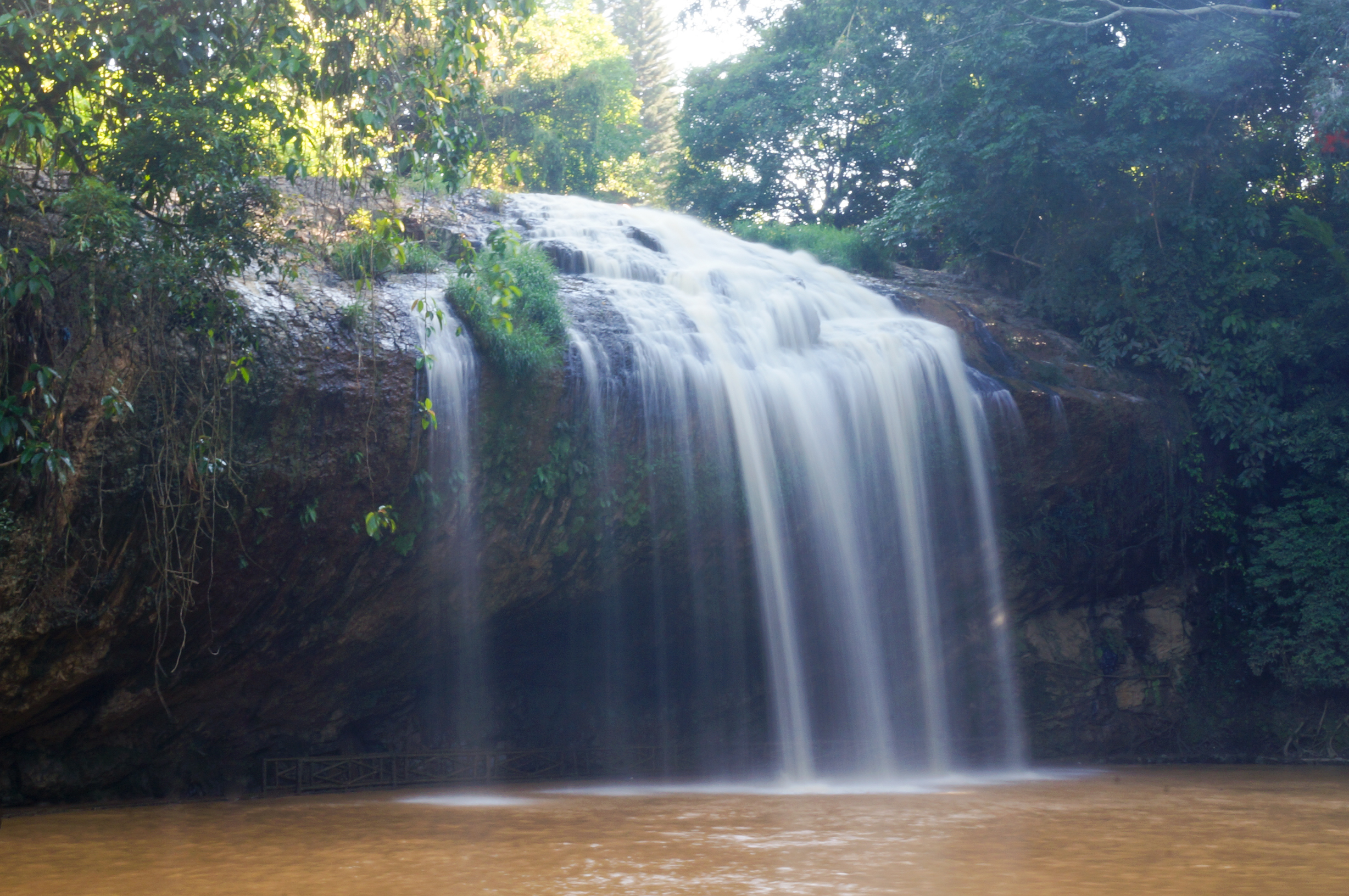
Thác Prenn

#### Địa điểm
- Lâm Đồng (Hồ Xuân Hương) (Xuất phát)
- Lâm Đồng (Thác Datanla)
- Lâm Đồng (Thác Prenn)
- Lâm Đồng (Đường hầm Hỏa Xa, Ga Đà Lạt)
- Lâm Đồng (Quảng trường Lâm Viên)

Đá bóng

#### Lộ trình
- Vượt rào: Ai thích leo cây? đội chơi phải di chuyển đến Khu du lịch Thác Datanla. Tại đây, một trong hai thành viên phải thực hiện các trò chơi phiêu lưu (có thể chọn thứ tự thực hiện các thử thách). Ở mỗi thử thách, các đội chơi phải lấy các quả trứng trong giỏ (chỉ được lấy 2 quả ở mỗi thử thách). Sau khi hoàn thành cả 5 thử thách, các đội phải giữ được ít nhất 8 quả trứng còn nguyên vẹn. Khi hoàn thành thử thách, các đội sẽ nhận được mật thư tiếp theo.
- Lựa chọn kép của chặng này là lựa chọn giữa Sút và Ném. Nếu chọn Sút, một trong hai thành viên phải cõng thành viên còn lại và đá thành công 3 quả bóng (trái banh) xuyên qua một khung gỗ bằng một cái lỗ nhỏ để vào lưới, mỗi lần chỉ có 6 lượt đá, kết quả của lượt trước sẽ được cộng vào lượt sau. Còn chọn Ném, đội chơi phải ném vòng vào các cột trong 5 phút, kết quả của lượt trước được cộng vào lượt sau. Khi hoàn thành thử thách, đội chơi sẽ nhận được mật thư tiếp theo để đi tiếp.
- Sau khi hoàn thành thử thách Lựa chọn kép, đội chơi đầu tiên đến địa điểm tiếp theo sẽ được  Rào cản một đội. Đội bị rào cản phải quay lại Lựa chọn kép và làm nốt thử thách mà họ đã không chọn.
- Đội chơi tìm đường đến đường hầm Hỏa Xa thuộc Ga Đà Lạt. Tại đây, đội chơi có 10 phút để vào hầm Hỏa Xa và tìm kiếm 7 con vật được nhốt trong các lồng, sau đó, họ phải kể tên 7 con vật để nhận được mật thư tiếp theo.
- Về đích: Đội chơi tìm đường đến Quảng trường Lâm Viên.Đội về đích cuối cùng sẽ bị loại khỏi cuộc đua.

### Chặng 8 (Lâm Đồng→Thành phố Hồ Chí Minh)

#### Địa điểm
- Thành phố Hồ Chí Minh (Landmark 81)
- Thành phố Hồ Chí Minh (BHD Star Cineplex)
- Thành phố Hồ Chí Minh (Trung tâm Văn hóa Quận 5)
- Thành phố Hồ Chí Minh (Công viên 30/4)
- Thành phố Hồ Chí Minh (Tòa Nhà AB)

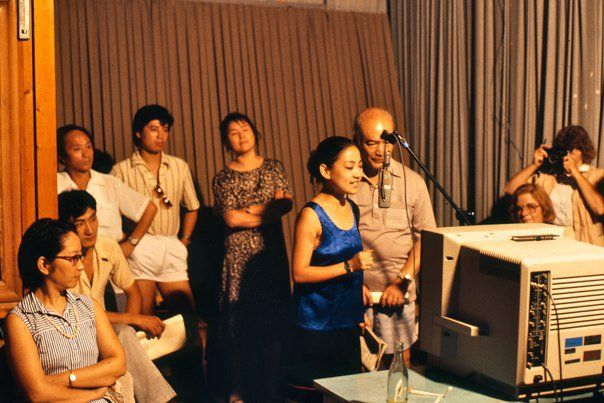
Lồng tiếng

#### Lộ trình
- Vượt rào của chặng này, một thành viên trong đội phải đi lên tầng thứ 81 của Landmark 81 và dùng vận thăng để xuống tầng 71, nhìn vào bên trong sẽ xuất hiện bảng ghi các địa điểm mà Cuộc đua kỳ thú đã đi qua cũng như các địa điểm từ Thành phố Hồ Chí Minh đến các thành phố lớn trên thế giới. Họ phải nhớ các địa điểm di chuyển và phải nhớ các quãng đường đó là bao nhiêu ki-lô-mét. Khi hoàn thành thử thách, đội chơi sẽ nhận được mật thư tiếp theo.
- Đội chơi di chuyển đến BHD Cineplex, tại đây, các đội được xem một đoạn phim ngắn trong Cô dâu đại chiến nhưng đã bị cắt tiếng, sau đó, họ phải lồng tiếng cho đoạn phim. Hoàn thành thử thách, đội chơi sẽ nhận được mật thư tiếp theo.
- Lựa chọn kép là lựa chọn giữa Trang điểm hoặc Biểu diễn. Với Trang điểm, mỗi thành viên trong nhóm phải trang điểm và mặc bộ trang phục sao cho giống với 2 nhân vật trong tuồng, họ có thể trang điểm và mặc đồ cho nhau, khi được người giám sát đồng ý, họ sẽ nhận được mật thư tiếp theo. Còn với biểu diễn, các đội phải học và biểu diễn một vở tuồng, khi người giám sát đồng ý, họ sẽ nhận được mật thư tiếp theo.
- Tại Công viên 30/4, các đội sẽ mặc trang phục sao cho người khác không nhận ra họ là người nổi tiếng. Các đội không được nói chuyện khi thực hiện nhiệm vụ. Đội chơi phải thuyết phục được 10 người chụp ảnh với giá 20.000/kiểu ảnh. Khi hoàn thành thử thách, họ sẽ nhận được mật thư tiếp theo.
- Về đích: Đội chơi tìm đường đến tầng 26 của tòa nhà AB, quận 1. Đội về đích cuối cùng sẽ bị loại khỏi cuộc đua.

### Chặng 9 (Thành phố Hồ Chí Minh→Bắc Kinh→Bình Nhưỡng)

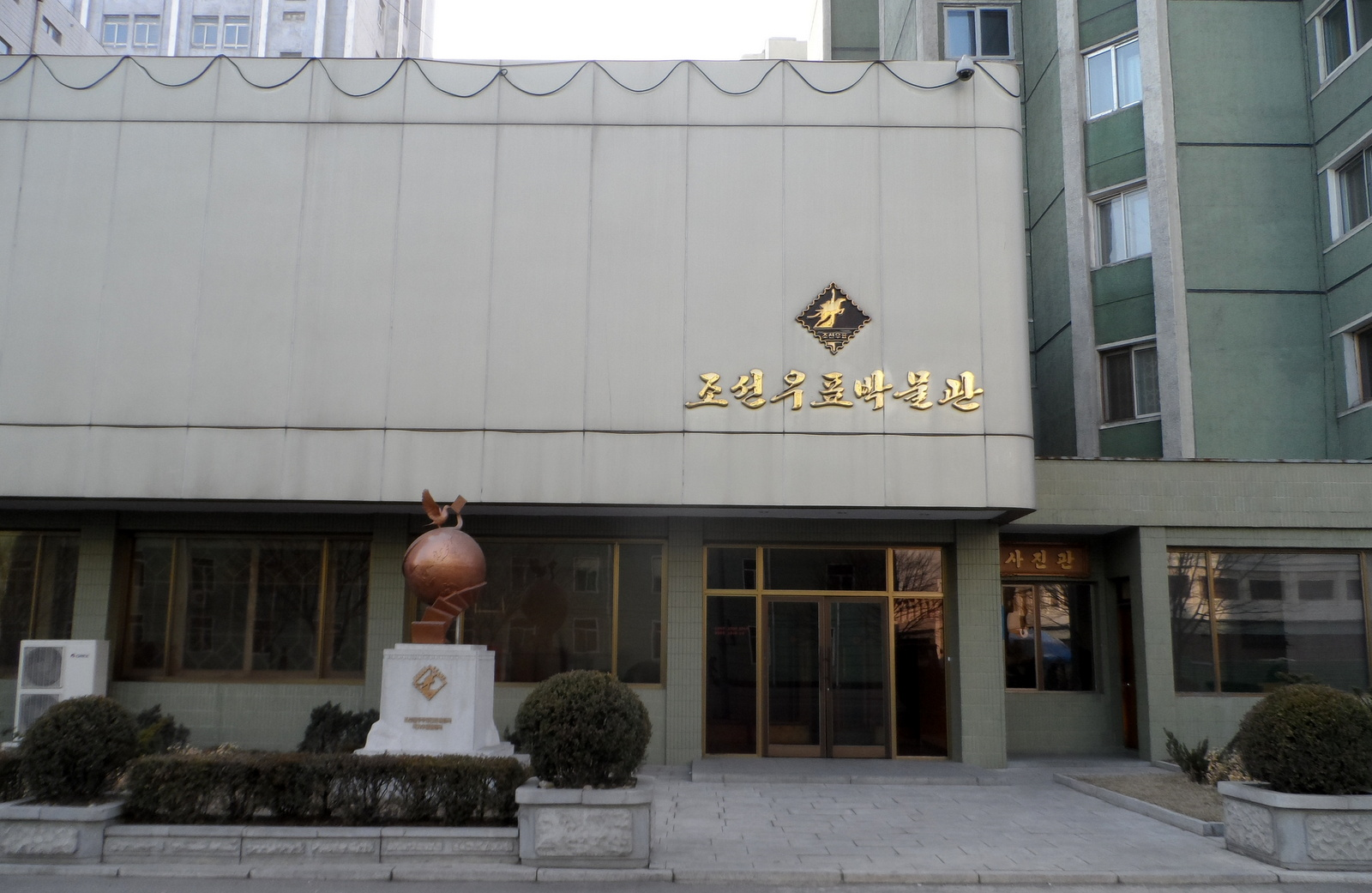
Bảo tàng tem Triều Tiên

#### Địa điểm
- Thành phố Hồ Chí Minh (Sân bay quốc tế Tân Sơn Nhất) (Xuất phát)
- Bắc Kinh (Sân bay quốc tế Thủ đô Bắc Kinh)
- Bình Nhưỡng (Sân bay quốc tế Sunan)
- Bình Nhưỡng (Đài tưởng niệm Mansu Hill Grand) (Tưởng niệm)
- Bình Nhưỡng (Bảo tàng tem Triều Tiên)
- Bình Nhưỡng (Công viên Taesongsan)
- Bình Nhưỡng (Cổng Đại Đồng)
- Bình Nhưỡng (Quảng trường Kim Nhật Thành)

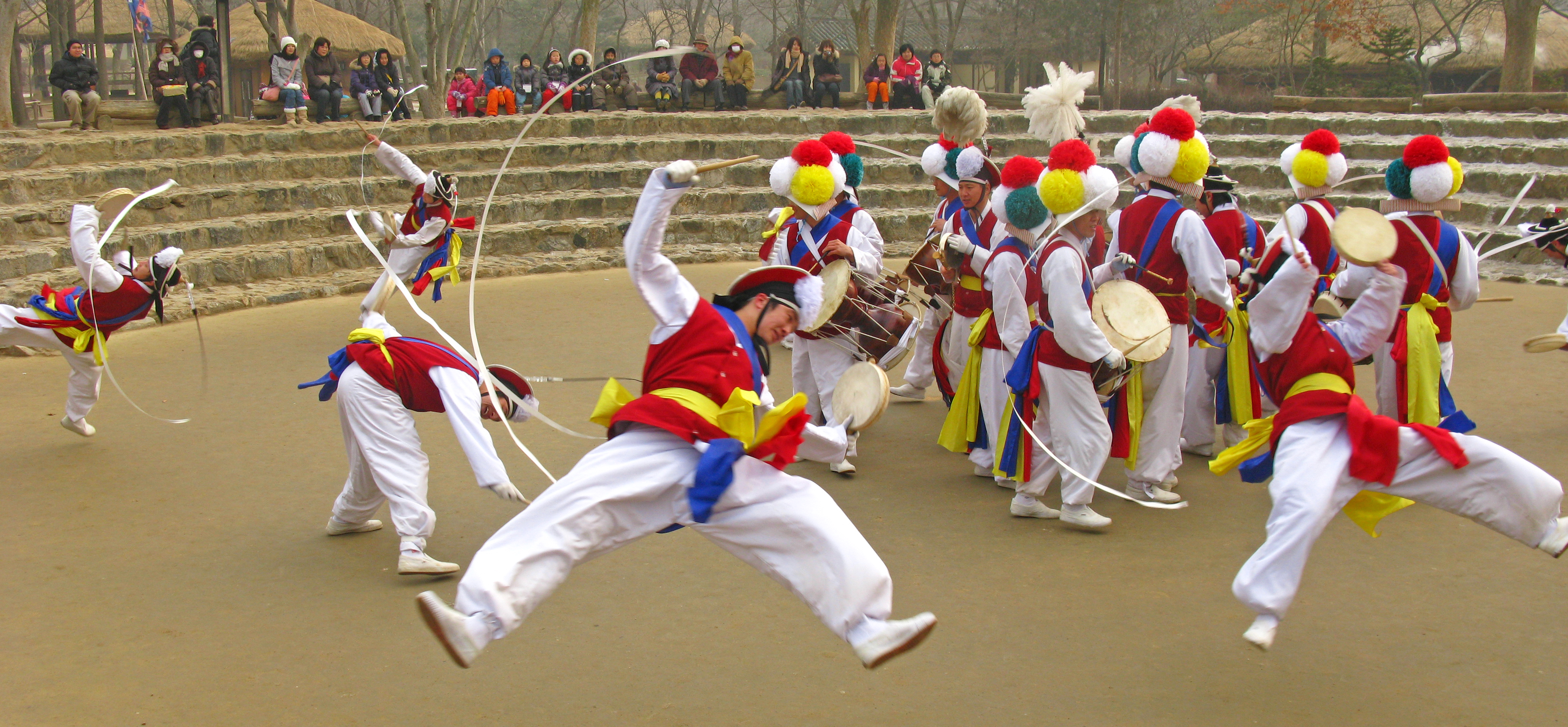
Điệu múa Sangmo

#### Lộ trình
- Bằng đường hàng không, các đội sẽ di chuyển từ Thành phố Hồ Chí Minh đến Bắc Kinh để nhận mật thư tiếp theo, sau đó tiếp tục đến Bình Nhưỡng qua các Sân bay quốc tế Tân Sơn Nhất, Sân bay quốc tế Thủ đô Bắc Kinh, Sân bay quốc tế Sunan.
- Họ sẽ được mặc áo vest (cho nam) và áo dài (cho nữ), sau đó, các đội sẽ thăm và dâng hoa lên đài tưởng niệm Mansu Hill Grand.
- Đội chơi di chuyển đến bảo tàng tem Triều Tiên, tại đây, các đội phải tìm một con tem[2] do chương trình yêu cầu, nếu tìm thành công, đội chơi đó sẽ nhận được mật thư tiếp theo.
  - Lưu ý, các đội không được gây tiếng ồn, không được xáo trộn vị trí các con tem, và khi bắt gặp những con tem có hình các Lãnh tụ tối cao của CHDCND Triều Tiên, các đội không được bàn tán, chỉ trỏ và bình luận về những con tem đó.
- Các đội di chuyển đến công viên Taesongsan. Họ phải học điệu múa truyền thống của người Triều Tiên, đối với nam sẽ học điệu múa Sangmo, còn đối với nữ sẽ học điệu múa Tondollari. Nếu hoàn thành thử thách đội chơi sẽ nhận được mật thư tiếp theo.
- Tại cổng Đại Đồng, một thành viên phải ghi nhớ một câu chữ được viết bằng tiếng Triều Tiên, có thể nhớ từng nét và sau đó chạy về nơi đồng đội, miêu tả cho người đó. Nếu viết đúng câu chữ đó, đội chơi sẽ nhận được mật thư tiếp theo.
- Về đích: Đội chơi tìm đường đến quảng trường Kim Nhật Thành.

### Chặng 10 (Bình Nhưỡng→Thành phố Hồ Chí Minh→Kiên Giang)

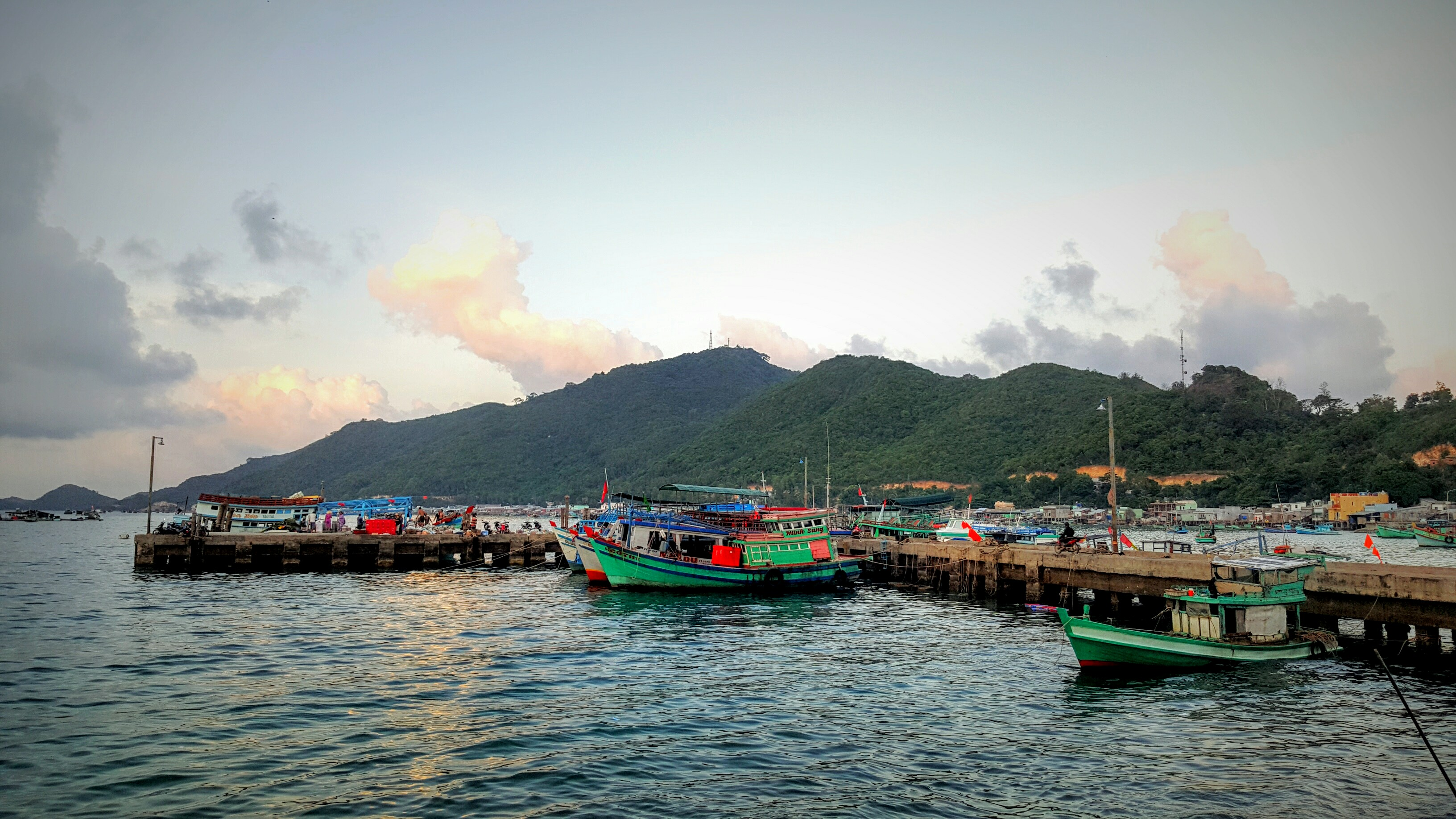
Hòn Củ Tron

#### Địa điểm
- Bình Nhưỡng (Sân bay quốc tế Sunan) (Xuất phát)
- Thành phố Hồ Chí Minh (Sân bay quốc tế Tân Sơn Nhất)
- Kiên Giang (Bến tàu cảng Rạch Giá)
- Kiên Giang (Hòn Củ Tron, Quần đảo Nam Du)
- Kiên Giang (Hòn Bờ Đập, Quần đảo Nam Du)
- Kiên Giang (Hòn Mấu, Quần đảo Nam Du)
- Kiên Giang (Quảng trường Trần Quang Khải)
- Kiên Giang (Khu vui chơi giải trí Phú Cường Land)
- Kiên Giang (Khu Shophouse Phú Cường)

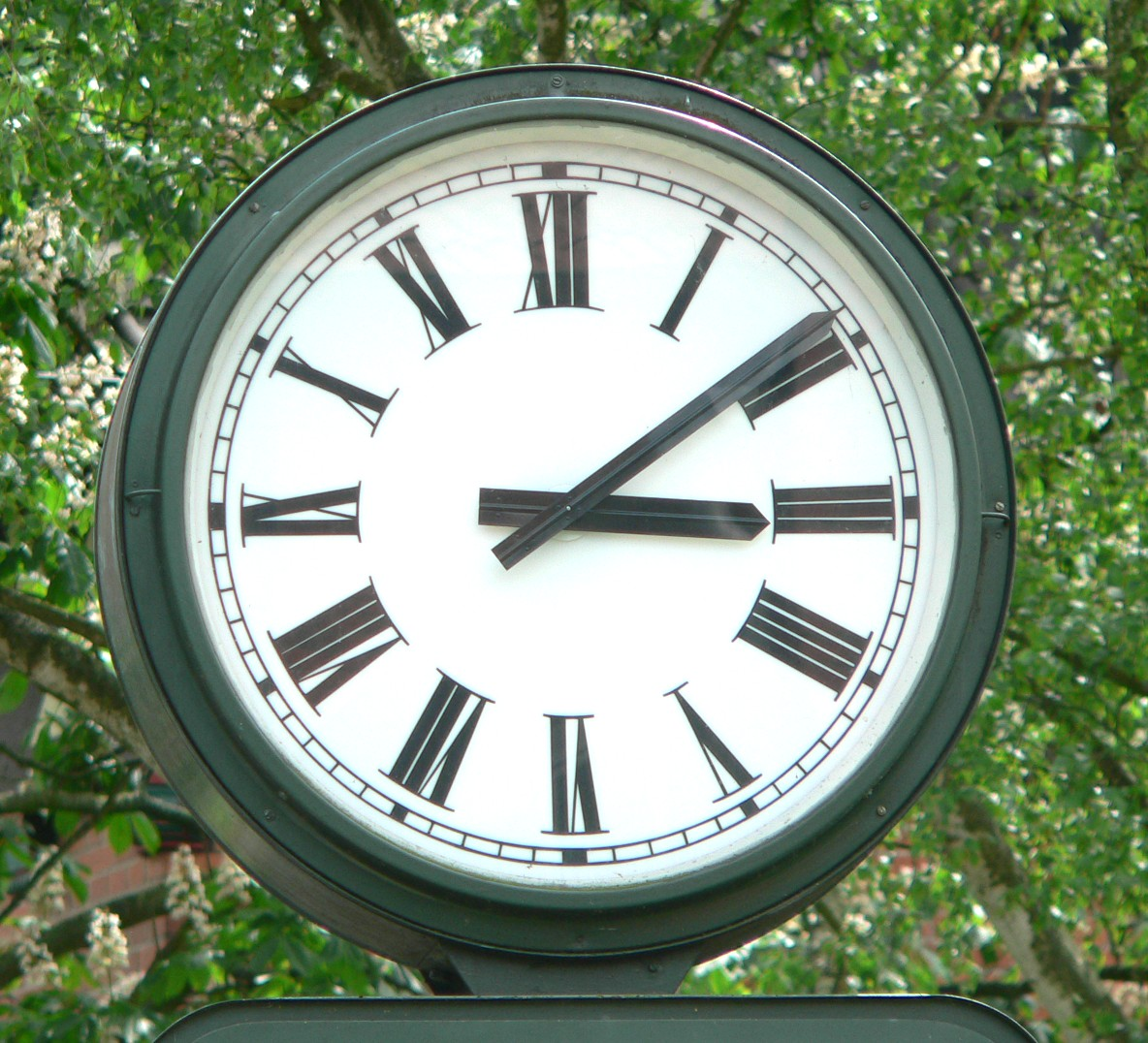
Số La Mã

#### Lộ trình
- Giống như chặng trước, các đội sẽ di chuyển bằng đường hàng không từ Bình Nhưỡng đến Bắc Kinh rồi đến Thành phố Hồ Chí Minh qua các Sân bay quốc tế Sunan, Sân bay quốc tế Thủ đô Bắc Kinh, Sân bay quốc tế Tân Sơn Nhất để về Việt Nam.
- Đến Thành phố Hồ Chí Minh, các đội di chuyển đến bến tàu cảng Rạch Giá thuộc tỉnh Kiên Giang để sang hòn Củ Tron (còn gọi là đảo Củ Tron, đảo Nam Du, hòn Nam Du, hòn Lớn, đảo Lớn) và nhận mật thư tiếp theo.
- Các đội di chuyển đến hòn Bờ Đập (còn gọi là hòn Bà Đập), tại đây, các đội phải kết bè để di chuyển đến hòn Mấu. Nếu di chuyển đến hòn Mấu thành công họ sẽ nhận được mật thư tiếp theo.
- Đến hòn Mấu, các đội phải giải ba bài toán bao gồm 1 bài toán hình, 1 bài toán đố mẹo và 1 bài toán liên quan đến số La Mã là 29 - 1 = 30, đội chơi phải đổi thành số La Mã là XXIX - I = XXX. Họ phải giải tất cả các bài toán trong 5 phút và sau đó phải nói kết quả với ban tổ chức, nếu sai họ sẽ bị phạt. Nếu giải được cả 3 bài toán, họ sẽ nhận được mật thư tiếp theo.
- Với  Vượt rào: Ai thích tự do?, một thành viên phải trèo lên một tòa tháp cao bằng toà nhà 14 tầng, ba tầng đầu của tháp các đội phải trèo dưới dạng leo núi trong nhà, còn phần đỉnh tháp các đội phải trèo dưới dạng một cái trụ, đến đỉnh tháp các đội phải bật nhảy và lấy chai nước Sting để nhận được mật thư tiếp theo.
- Tại hồ bơi ở Khu vui chơi giải trí Phú Cường Land, một thành viên phải thổi bong bóng còn thành viên còn lại phải sử dụng bóng bay để nâng một cái lồng, bên trên có một cái rương chứa mật thư được để ở đáy hồ bơi.
- Sau đó, các đội phải trả lời 6 câu hỏi về các chặng đua trước. Nếu trả lời sai, các đội bị phạt 5 phút, mỗi câu trả lời sai các đội phải chọn câu khác. Khi hoàn thành thử thách, các đội sẽ lên vòng đu quay tại khu vui chơi giải trí Phú Cường Land để nhận mật thư tiếp theo.
- Về đích: Đội chơi tìm đường đến Khu Shophouse Phú Cường. Đội về đích đầu tiên sẽ vô địch Cuộc Đua Kỳ Thú 2019.

## Các địa điểm đi qua
| Châu lục | Quốc gia          | Tỉnh/Thành phố        |
| -------- | ----------------- | --------------------- |
| Châu Á   | Việt Nam          | Hà Giang              |
| Châu Á   | Việt Nam          | Quảng Ninh            |
| Châu Á   | Việt Nam          | Quảng Bình            |
| Châu Á   | Việt Nam          | Kon Tum               |
| Châu Á   | Việt Nam          | Phú Yên               |
| Châu Á   | Việt Nam          | Lâm Đồng              |
| Châu Á   | Việt Nam          | Thành phố Hồ Chí Minh |
| Châu Á   | Việt Nam          | Kiên Giang            |
| Châu Á   | Trung Quốc        | Bắc Kinh              |
| Châu Á   | CHDCND Triều Tiên | Bình Nhưỡng           |

## Kết thúc sứ mệnh
Sau tập phát sóng cuối cùng vào ngày 7 tháng 9 năm 2019, chuơng trình Cuộc đua kỳ thú chính thức nói lời chia tay khán giả sau 6 năm phát sóng và chuyển sang chương trình mới: Revive Marathon xuyên Việt (thế chỗ vào khung giờ 20:00 thứ Bảy hàng tuần), từ ngày 14 tháng 9 năm 2019.